# Post Oak Bend City, Texas
Post Oak Bend City là một thị trấn thuộc quận Kaufman, tiểu bang Texas, Hoa Kỳ. Năm 2010, dân số của thị trấn này là 595 người.

## Dân số
- Dân số năm 2000: 404 người.
- Dân số năm 2010: 595 người.